# Ploto
Ploto (en grec antic Πλωτώ) va ser una de les cinquanta Nereides, filla de Nereu, un déu marí fill de Pontos, i de Doris, una nimfa filla d'Oceà i de Tetis. Tenia un únic germà, Nèrites.
D'entre els autors que donen els noms de les nereides, de Ploto només en parla Hesíode. El seu nom significa que era protectora de la navegació a vela.